# Zodion sardeum
Zodion sardeum är en tvåvingeart som beskrevs av Camillo Rondani 1865. Zodion sardeum ingår i släktet Zodion och familjen stekelflugor. Inga underarter finns listade i Catalogue of Life.